# 三升漬
三升漬（さんしょうづけ）は、青なんばん・麹・醤油をそれぞれ、一升ずつの分量で漬け込んだ保存食。北海道・東北地方の郷土料理である。
東北地方では、一升漬（いっしょうづけ）・麹南蛮（こうじなんばん）と呼ぶ地域もある。

## 概要
青なんばんを切り刻み、麹、醤油を、それぞれ一升（同量であれば、一升ずつでなくても良い）の分量で容器に入れ、漬け込んだもの。
名称の由来は、尺貫法の容積の単位であり、3つの材料をそれぞれ一升ずつ使用することによる。近年、地域の特産品を加え、地域独自に差別化されたものが登場している。